# Wsiesław Briaczysławicz
Wsiesław Briaczysławicz, Wsiesław Czarodziej (st.rus..  Всѣслав) – syn Briaczysława Iziasławicza, książę połocki, wielki książę kijowski. Urodził się około 1029 roku, zmarł 14 kwietnia 1101 roku. Był jedynym przedstawicielem Rurykowiczów połockich, który panował w Wielkim Księstwie Kijowskim.

## Przydomek

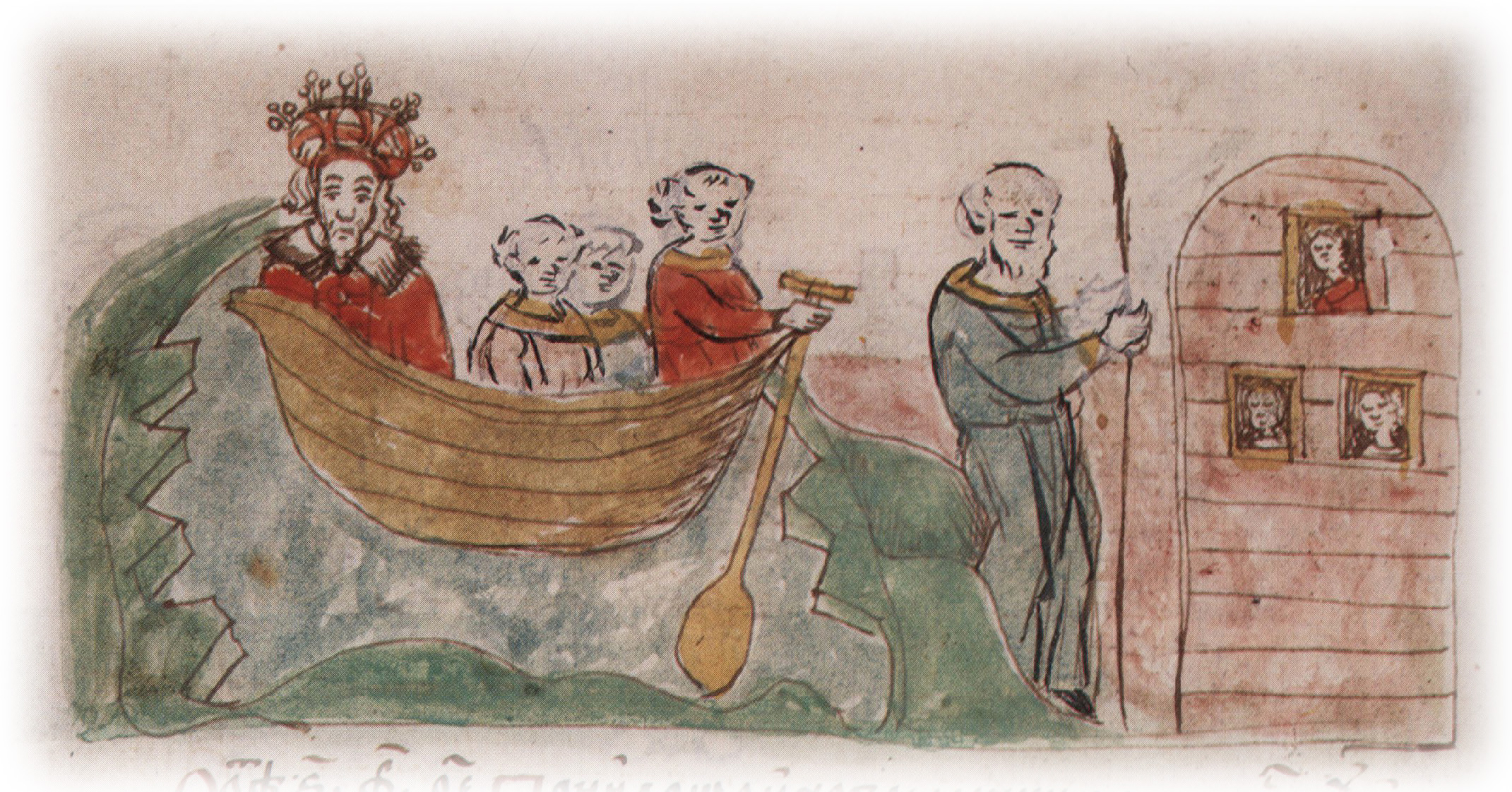
Wsiesław wraz z dwoma synami przeprawia się przez Dniepr w 1067 roku

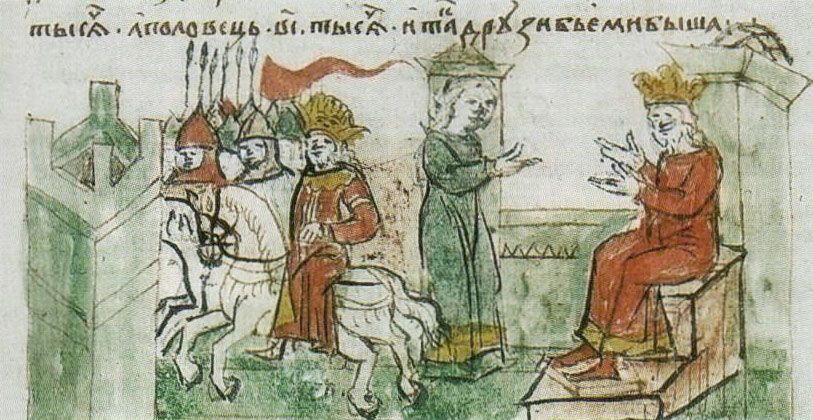
Wsiesław na tronie kijowskim

Wsiesław Briaczysławicz urodził się jako syna Briaczysława Iziasławicza około 1029 roku. Imię jego matki jest nieznane. Powieść minionych lat podaje szczegóły urodzenia Wsiesława:

[...] syn jego Wsiesław, którego urodziła matka przez czary. Gdy matka bowiem urodziła go, miał błonę na głowie, rzekli zaś czarodzieje matce jego: „Tę błonę nawiąż nań, niech nosi ją do końca żywota swojego”. I nosi ją Wsiesław i do dziś dnia na sobie [...]

Wierzono, że w związku z nietypowymi okolicznościami narodzin i posiadanym przez księcia „amuletem”, Wsiesław miał magiczną moc. W nauce są rozbieżności co do znaczenia słowa ӕзвено. Słowo to jest interpretowane różnie: kołtun, znak, czepek, w którym się urodził. Użycie czasownika „nosi” w czasie teraźniejszym dowodzi, że tekst był pisany za życia Wsiesława.

Już za życia Wsiesława układano o nim legendy. Ówcześni poddani wierzyli, że książę ma dar proroczy, może przemienić się w wilka, w sokoła, w tura o złotych rogach. Autor Słowa o pułku Igora opisywał: 

Sprawnie dosiadł konia, pomknął do miasta Kijowa, dotknął włócznią złotego słupa kijowskiego. Z Biełgoroda o północy pomknął w postaci okrutnego zwierza, zasłaniając się siną mgłą, rankiem otworzył wrota Nowogrodu, zniósł sławę Jarosława, pomknął wilkiem od Dudutek do Niemigi. [...] Nad Niemigą krwawe brzegi niedobrym były zasiane – zasiane były kośćmi synów ruskich. Wsiesław-książę nad ludźmi sąd czynił, książętom miasta upiększał, a sam nocą wilkiem się czaił; z Kijowa do piania kogutów wielkiemu Chorsowi szlak przebiegał, do Tmutarakani docierał. Jemu w Połocku rano dzwonili w dzwony na jutrznię w Świętej Sofii, a on te dzwony słyszał w Kijowie. Choć i prorocza dusza była w odważnym ciele, lecz często cierpiał od nieszczęść. Jemu wieszczy Bojan taką przyśpiewkę mądrą ułożył: „Ni chytremu, ni mądremu, ni wieszczowi nie uniknąć mądrego sądu bożego”.

W niektórych baśniach wschodniosłowiańskich pojawia się Wołch Wsiesławicz – mądry władca, śmiały woj, syn księżniczki i okrutnego Węża, zwycięzca nad królem indyjskim. Historycy uważają, że za wzór bohatera wzięty został Wsiesław Czarodziej. Według badaczy epoki pamięć o Wsiesławie zachowała się w bylinach o Ilji Muromcu.

## Walki z sąsiednimi księstwami
W początkowym okresie panowania w Księstwie połockim Wsiesław zachował lojalność w stosunku do Wielkiego Księstwa Kijowskiego. W 1060 roku wraz z trzema synami Jarosława Mądrego – Iziasławem, Światosławem i Wsiewołodem – wziął udział w wyprawie przeciwko Torkom.
Powieść minionych lat podała, że Wsiesław rozpoczął wojny z sąsiadami około 1065 roku. Prawdopodobnie przyczyną zmiany polityki Połocka było dążenie do usamodzielnienia się w regionie. Wsiesław wykorzystał spory dynastyczne potomków Jarosława Mądrego i, jak napisał Latopis Pskowski, próbował zdobyć Psków, ale po długim oblężeniu zrezygnował.
W 1066 roku, według Latopisu Nowogrodzkiego, Wsiesław splądrował Nowogród Wielki: uprowadził kobiety i dzieci, także zdjął i wywiózł dzwony z soboru Mądrości Bożej w Nowogrodzie. Historycy uważają, że zabrane z chramu artefakty miały upiększać nowo wybudowany sobór Mądrości Bożej w Połocku. Pogląd ten znajduje potwierdzenie w archeologii: prowadzone w Połocku wykopaliska dowodzą, że w latach 1056-1066 powstały dwie budowle obronne: zamek i sobór Mądrości Bożej (Sofia Połocka). Podboje Wsiesława na północy wywołały reakcję potomków Jarosława Mądrego. W zimie 1067 roku Iziasław, Światosław i Wsiewołod wyruszyli na Księstwo Połockie. Po drodze do stolicy Wsiesława złupili Mińsk.

Ci zaś bracia wzięli Mińsk i wycięli mężów, a niewiasty i dzieci wzięli w niewolę, i poszli ku Nemidze, a Wsiesław poszedł naprzeciw. I spotkały się oba wojska nad Nemigą, miesiąca marca 3 dnia [...]

Wsiesław po przegranej bitwie zdołał uciec znad Niemigi i schronił się prawdopodobnie w Połocku. Żadne ze źródeł nie podawało, że sojusznicy dotarli do stolicy księstwa: kilka miesięcy później, według Powieści minionych lat, bracia stacjonowali już pod Smoleńskiem nad rzeką Rszą. 10 lipca 1067 roku Iziasław, Światosław i Wsiewołod złożyli przysięgę, że nie zrobią Wsiesławowi krzywdy, jeśli ten przybędzie do nich. Wsiesław, ufając ich dobrym intencjom, spełnił prośbę, lecz, mimo gwarantowanego bezpieczeństwa, został schwytany i przewieziony do Kijowa, gdzie na rozkaz Iziasława został zamurowany w wieży wraz z dwojgiem synów.

## Panowanie w Kijowie i powrót do Połocka
W 1068 roku Ruś Kijowską najechali Połowcy. Decydującą bitwę rozegrano nad rzeką Altą, w której Jarosławicze ponieśli klęskę, następnie schronili się w Kijowie i Czernihowie. Rezultat wojny wywołał w Kijowie powstanie przeciwko Iziasławowi, na skutek którego 15 września 1068 roku kijowianie wyzwolili Wsiesława Czarodzieja i przekazali mu rządy nad księstwem. Iziasław znalazł schronienie na dworze bratanka swojej żony – Bolesława Śmiałego.
Wsiesław panował w Kijowie przez siedem miesięcy: na wieść, że Iziasław zdobył wsparcie militarne ze strony Bolesława Śmiałego i postanowił odzyskać tron, opuścił Kijów i uciekł do Połocka. Jednak stamtąd został wygnany, a na tron Iziasław wyniósł swojego syna, Mścisława Iziasławicza, który wkrótce zmarł. Namiestnikiem Iziasława w Połocku został jego drugi syn – Świętopełk Iziasławicz.
Wsiesław powrócił na tron połocki w 1071 roku, kiedy ponownie doszło do wojny Jarosławiczów z Połowcami. W okresie 1071–1084 Rurykowicze kijowscy niejednokrotnie próbowali zająć Połock i pozbawić władzy Wsiesława. W 1073 roku Światosław, według Powieści minionych lat, podburzył swojego brata, Wsiewołoda, przeciwko Iziasławowi. Dążeniem Światosława było objęcie władzy w Kijowie. W celu zdobycia poparcia Wsiewołoda – Światosław insynuował, że Wsiesław i Iziasław podejmują próby wystąpienia przeciwko nim. Autor Powieści minionych lat przypisywał Światosławowi wypowiedź, z której wynikało, że Iziasław i Wsiesław Połocki prawdopodobnie zawarli sojusz:

Iziasław zmawia się z Wsiesławem, zamyślając na nas; jeśli jego nie uprzedzimy, to nas przegoni.

Latopisy przemilczały dalszy etap intrygi z udziałem Wsiesława. W 1078 roku Księstwo Połockie najechał Włodzimierz Monomach, syn Wsiewołoda. Połock został spalony. Wsiesław Czarodziej nie zdołał obronić granic państwa: księstwo utraciło terytorium na południu od linii, łączącej miasta Łukoml i Łohojsk. Prawdopodobnie w okresie 1078-1101 w Księstwie Połockim panował pokój, roczniki nie wspominają o żadnych wojnach, ani najazdach.
Powieść minionych lat podała dokładną datę i godzinę śmierci Wsiesława: 14 kwietnia 1101 roku o dziewiątej rano.